# Retroterra costa
Retroterra costa är en snäckart som beskrevs av Alan Solem 1985. Retroterra costa ingår i släktet Retroterra och familjen Camaenidae. Inga underarter finns listade i Catalogue of Life.